# Hectolitro
El hectolitro es una unidad de volumen equivalente a cien litros, representado por el símbolo hl o hL. Es el segundo múltiplo del litro y también equivale a 100 decímetros cúbicos (0,1 metros cúbicos). Se le suele utilizar generalmente como medición de la producción industrial de bebidas alcohólicas, especialmente de vino y cerveza.[cita requerida]
Equivalencias:
- 100.000 mililitros.
- 10.000 centilitros.
- 1.000 decilitros.
- 100 litros.
- 10 decalitros.
- 0,1 kilolitros.

- Datos: Q2029519